# Fernando Chica Arellano
Fernando Chica Arellano (ur. 24 czerwca 1963 w Mengíbar w Hiszpanii) – duchowny katolicki, prałat, stały obserwator Stolicy Apostolskiej przy FAO.

## Życiorys
19 kwietnia 1987 otrzymał święcenia kapłańskie i został inkardynowany do diecezji Jaén. W 2000 rozpoczął przygotowanie do służby dyplomatycznej na Papieskiej Akademii Kościelnej.
Pracował jako sekretarz: nuncjatury w Republice Środkowoafrykańskiej (2002–2006) i stałego przedstawicielstwa Stolicy Apostolskiej przy Organizacji Narodów Zjednoczonych w Nowym Jorku (2006–2007). Od 2007 był pracownikiem watykańskiego Sekretariatu Stanu.
12 lutego 2015 został obserwatorem Stolicy Apostolskiej przy instytucjach Narodów Zjednoczonych ds. wyżywienia i rolnictwa: FAO, Międzynarodowym Funduszu Rozwoju Rolnictwa i Światowym Programie Żywnościowym. 